# Regiunea Rivne
Rivne (în ucraineană Рівненська область, transliterat: Rivnenska oblast) este o regiune din Ucraina. Capitala sa este orașul Rivne.

## Geografie
Regiunea Rivne este situată în vestul câmpiei Europei de Est, în baza râului Pripet. Partea de nord a regiunii este ocupată de șesul Polesiei, cea de sud - de ramificațiile de nord ale podișului Volîno-Podolic (altitudinea până la 300 m.). Bogățiile subsolului:turbă, materiale de construcție (argilă, calcar, granit, diabaz, bazalt etc.)

## Clima
Climă temperată continentală. Temperatura medie în ianuarie -4,8 °C, în iulie +18,5 °C . Precipitațiile anuale 575-690 milimetri.

## Demografie
Componența lingvistică a regiunii Rivne
     Ucraineană (97%)
     Rusă (2,73%)
     Alte limbi (0,17%)
Conform recensământului din 2001, majoritatea populației regiunii Rivne era vorbitoare de ucraineană (97%), existând în minoritate și vorbitori de rusă (2,73%).